# ثاكيك
ثاكيك هي مدينة، تتبع Thakhek District ‏، هي عاصمة محافظة خامواني، بلغ عدد سكانها 70٬000 نسمة.

## المناخ
يظهر الجدول التالي التغييرات المناخية على مدار السنة لثاكيك:
| البيانات المناخية لـثاكيك         | البيانات المناخية لـثاكيك | البيانات المناخية لـثاكيك | البيانات المناخية لـثاكيك | البيانات المناخية لـثاكيك | البيانات المناخية لـثاكيك | البيانات المناخية لـثاكيك | البيانات المناخية لـثاكيك | البيانات المناخية لـثاكيك | البيانات المناخية لـثاكيك | البيانات المناخية لـثاكيك | البيانات المناخية لـثاكيك | البيانات المناخية لـثاكيك | البيانات المناخية لـثاكيك |
| الشهر                             | يناير                     | فبراير                    | مارس                      | أبريل                     | مايو                      | يونيو                     | يوليو                     | أغسطس                     | سبتمبر                    | أكتوبر                    | نوفمبر                    | ديسمبر                    | المعدل السنوي             |
| --------------------------------- | ------------------------- | ------------------------- | ------------------------- | ------------------------- | ------------------------- | ------------------------- | ------------------------- | ------------------------- | ------------------------- | ------------------------- | ------------------------- | ------------------------- | ------------------------- |
| متوسط درجة الحرارة الكبرى °م (°ف) | 29 (84)                   | 31 (87)                   | 33 (91)                   | 34 (94)                   | 33 (91)                   | 31 (88)                   | 29 (85)                   | 30 (86)                   | 30 (86)                   | 31 (87)                   | 30 (86)                   | 28 (83)                   | 31 (87)                   |
| متوسط درجة الحرارة الصغرى °م (°ف) | 13 (56)                   | 17 (62)                   | 19 (67)                   | 22 (72)                   | 24 (75)                   | 24 (76)                   | 24 (75)                   | 24 (75)                   | 23 (74)                   | 20 (68)                   | 18 (64)                   | 14 (58)                   | 21 (69)                   |
| الهطول مم (إنش)                   | 2.5 (0.1)                 | 28 (1.1)                  | 41 (1.6)                  | 100 (4)                   | 280 (10.9)                | 340 (13.2)                | 560 (22.1)                | 540 (21.1)                | 410 (16.1)                | 64 (2.5)                  | 10 (0.4)                  | 7.6 (0.3)                 | 2٬370 (93.4)              |
| المصدر: Weatherbase               |                           |                           |                           |                           |                           |                           |                           |                           |                           |                           |                           |                           |                           |